# Кембридж (Небраска)
Кембридж (англ. Cambridge) — місто (англ. city) в США, в окрузі Фернас штату Небраска. Населення — 1071 особа (2020).

## Географія
Кембридж розташований за координатами 40°17′3″ пн. ш. 100°9′55″ зх. д. / 40.28417° пн. ш. 100.16528° зх. д. (40.284277, -100.165372).  За даними Бюро перепису населення США в 2010 році місто мало площу 3,46 км², уся площа — суходіл.

## Демографія
Згідно з переписом 2010 року, у місті мешкали 1063 особи в 490 домогосподарствах у складі 272 родин. Густота населення становила 307 осіб/км².  Було 589 помешкань (170/км²).
Расовий склад населення:
| - 98,6 % — білих - 0,4 % — чорних або афроамериканців - 0,1 % — азіатів |

До двох чи більше рас належало 0,8 %. Частка іспаномовних становила 1,3 % від усіх жителів.
За віковим діапазоном населення розподілялося таким чином: 22,8 % — особи молодші 18 років, 51,0 % — особи у віці 18—64 років, 26,2 % — особи у віці 65 років та старші. Медіана віку мешканця становила 47,6 року. На 100 осіб жіночої статі у місті припадало 88,1 чоловіків;  на 100 жінок у віці від 18 років та старших — 85,3 чоловіків також старших 18 років.
Середній дохід на одне домашнє господарство  становив 52 255 доларів США (медіана — 41 827), а середній дохід на одну сім'ю — 65 161 долар (медіана — 51 316). Медіана доходів становила 46 818 доларів для чоловіків та 27 917 доларів для жінок. За межею бідності перебувало 6,8 % осіб, у тому числі 4,8 % дітей у віці до 18 років та 13,8 % осіб у віці 65 років та старших.
Цивільне працевлаштоване населення становило 490 осіб. Основні галузі зайнятості: освіта, охорона здоров'я та соціальна допомога — 33,7 %, виробництво — 10,2 %, транспорт — 9,4 %.